# Jidistika
Jidistika (německy Jiddistik) je filologický obor zabývající se studiem jazyka jidiš, jeho kulturou, historií a v něm psanou literaturou. Jidistika je vyučována v Německu na Heinrich-Heine-Universität Düsseldorf, Universität Trier a na Technické univerzitě Berlín. Je vyučována i na některých jiných univerzitách, kde není etablována jako svébytný obor (např. na univerzitě v Göttingenu nebo na některých univerzitách v Rakousku).